# Benedicte Adrian
Benedicte Christine Adrian Mouton (Oslo, Akershus, Noruega, 22 de octubre de 1963) es una cantante y artista noruega. Ha lanzado material por su cuenta, pero es  más conocida por su colaboración con Ingrid Bjørnov en el dúo pop Dollie de Luxe (1980–1994). También se ha destacado como artista solista durante varios años, con el papel de la "Reina de la Noche" en La flauta mágica de Mozart en la Ópera Nacional de Noruega. Desde entonces, ha cantado con el Bergen Oratoriekor y la Orquesta Filarmónica de Bergen, además de haber participado en obras como Dido y Eneas, Peer Gynt y Olav Engelbrektsson.
En el otoño de 2007, Adrian apareció en la pantalla de televisión como jueza en la quinta temporada del popular programa de talentos Pop Idol de TV2.
Adrian y Anders Odden, bajo el nombre de Mistra, compitieron en el Melodi Grand Prix 2024, la selección noruega para el Festival de la Canción de Eurovisión 2024, con la canción "Waltz of Death".

## Discografía

### Álbumes
- 1980: Dollie De Luxe: Første akt - voz - #3 en Noruega
- 1981: Dollie De Luxe: Dollies dagbok - voz - #10 en Noruega
- 1982: Dollie De Luxe: First Act - voz
- 1982: Dollie De Luxe: Rampelys - voz - #36 en Noruega
- 1984: Dollie De Luxe: Dollie De Luxe - voz
- 1984: Dollie De Luxe: Queen of the Night / Satisfaction (sencillo) - voz
- 1985: Dollie De Luxe: Rock vs. Opera - voz - #7 en Noruega
- 1985: United Artists: Sammen for livet - voz en las pistas 1 y 11
- 1987: Dollie De Luxe: Which Witch - voz
- 1995: Dollie De Luxe: Prinsessens Utvalgte - voz
- 1999: Benedicte Adrian, Ingrid Bjørnov: Adrian / Bjørnov - voz
- 2001 Sølvguttene: Sølvguttene synger julen inn- solista
- 2004 Seppo: Retrofeelia - voz
- 2008: Desember (álbum) - voz - #31 en Noruega